# بكسة شجرية
بكسة شجرية (الاسم العلمي:Bixa arborea) هي نوع من النباتات تتبع جنس البكسة من الفصيلة البكسية.